# Aston Martin Lagonda
Aston Martin Lagonda — легковой автомобиль класса «люкс», выпускавшийся Aston Martin в Ньюпорт Пагнелл (Newport Pagnell), Великобритания с 1974 по 1990 год. За всё время производства выпущено 645 экземпляров. Название дано в честь марки Lagonda, приобретённой Aston Martin в 1947 году.

## История
В середине 1970-х годов Aston Martin столкнулся с финансовыми трудностями. Преодолеть их могло только введение новой модели. Традиционными для Aston Martin являлись спортивные автомобили «2+2». Выпущенная в 1974 году Lagonda имела кузов 4-дверный седан и сразу обратила на себя взоры потенциальных обеспеченных покупателей.
Автомобиль был разработан Уильямом Таунсом (William Towns) и имел классический угловатый стиль, характерный для многих автомобилей 1970-х годов. Машина имела роскошный кожаный салон и полный комплект контрольно-измерительных приборов. Трансмиссия — автоматическая 3-ступенчатая «TorqueFlite» производства Chrysler, двигатель — V8 с четырёхкамерным карбюратором. Series 3 оснащалась впрыском топлива.
Lagonda собирались вручную и были одними из самых дорогих седанов своего времени, наряду с Rolls-Royce Silver Spirit/Silver Spur и Bentley Mulsanne.
Lagonda являлась первым автомобилем в мире, имевшим встроенный компьютер и цифровую приборную панель, подверженную, однако, частым поломкам. Стоимость разработки электроники в четыре раза превысила затраты на разработку собственно автомобиля. Series 3 использовала электронно-лучевые трубки, бывшие ещё менее надёжными.
По мнению «Bloomberg Businessweek», Lagonda вошла в список пятидесяти самых некрасивых автомобилей за последние пятьдесят лет.
Lagonda подразделяется на четыре серии — оригинальная Series 1 и последовавшие Series 2, Series 3 и Series 4.

### Series 1
Series 1 (1974—1975), имевшая длинную колёсную базу и 4-дверный кузов Aston Martin V8, впервые представлена в 1974 году на Лондонском автосалоне. Она базировалась на узлах модели DBS и носила имя Lagonda после Rapide 1961 года. Двигатель — V8 объёмом 5,3 л, трансмиссия — 5-ступенчатая автоматическая или механическая. Выпущено всего семь экземпляров.

### Series 2

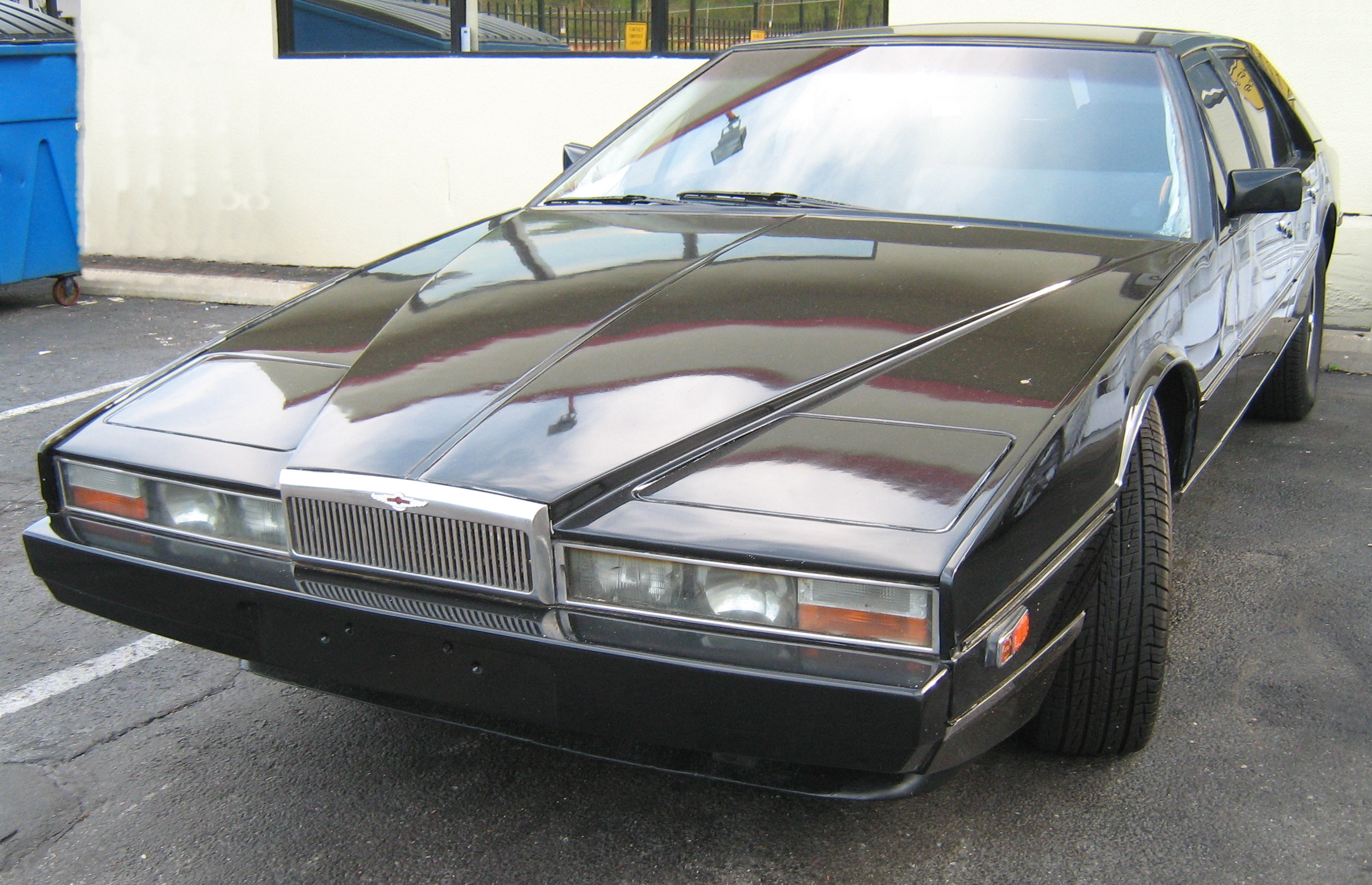
Series 2

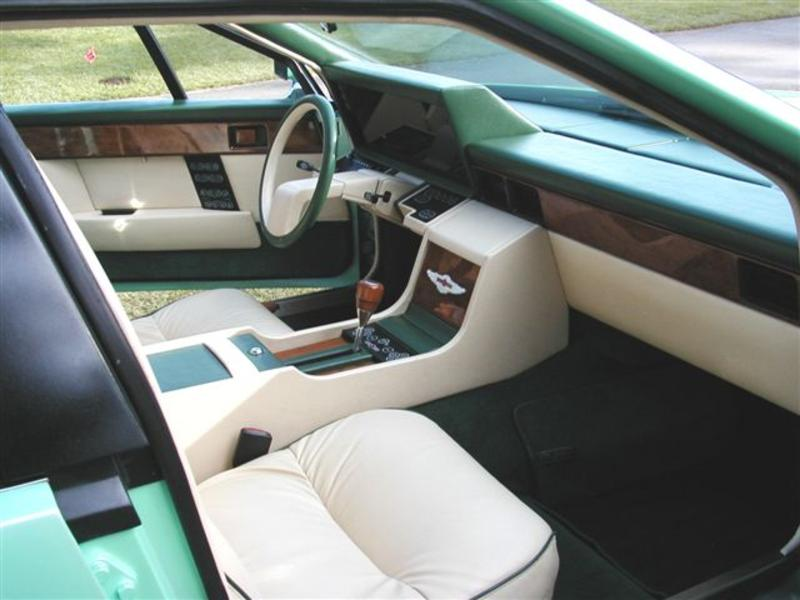
Интерьер Aston Martin Lagonda Series 2 1982 года

Новая Lagonda V8 (1976—1985) с «клиновидным» кузовом представлена на Лондонском автосалоне 1976 года. В 1977 году её цена составляла £32,620, однако поставки начались лишь в 1979 году. Series 2 оснащались цифровой приборной панелью до 1980 года. В 1980 году стоимость составляла уже £49,933, что было намного больше, чем у Ferrari 400 или Maserati Kyalami, но несколько меньше, чем у Rolls-Royce Corniche. В США поставки начались в 1982 году.

### Series 3
Series 3 (1986—1987) выпускалась только в течение одного года и имела двигатель с впрыском топлива, а также приборной панелью с электронно-лучевыми трубками, аналогичной использовавшейся на некоторых моделях Vauxhall и Opel. Внешне она ничем не отличалась от Series 2.

### Series 4
Series 4 (1987—1990) представлена на Женевском автосалоне в марте 1987 года. Она получила внешний рестайлинг от Уильяма Таунса, новую решётку радиатора и 16-дюймовые колёса. Всего выпущено 105 экземпляров Series 4. Последний автомобиль собран в январе 1990 года.
По состоянию на 2011 год, 81 машина зарегистрирована в Великобритании (в 1994 году — 94).

## Специальные версии

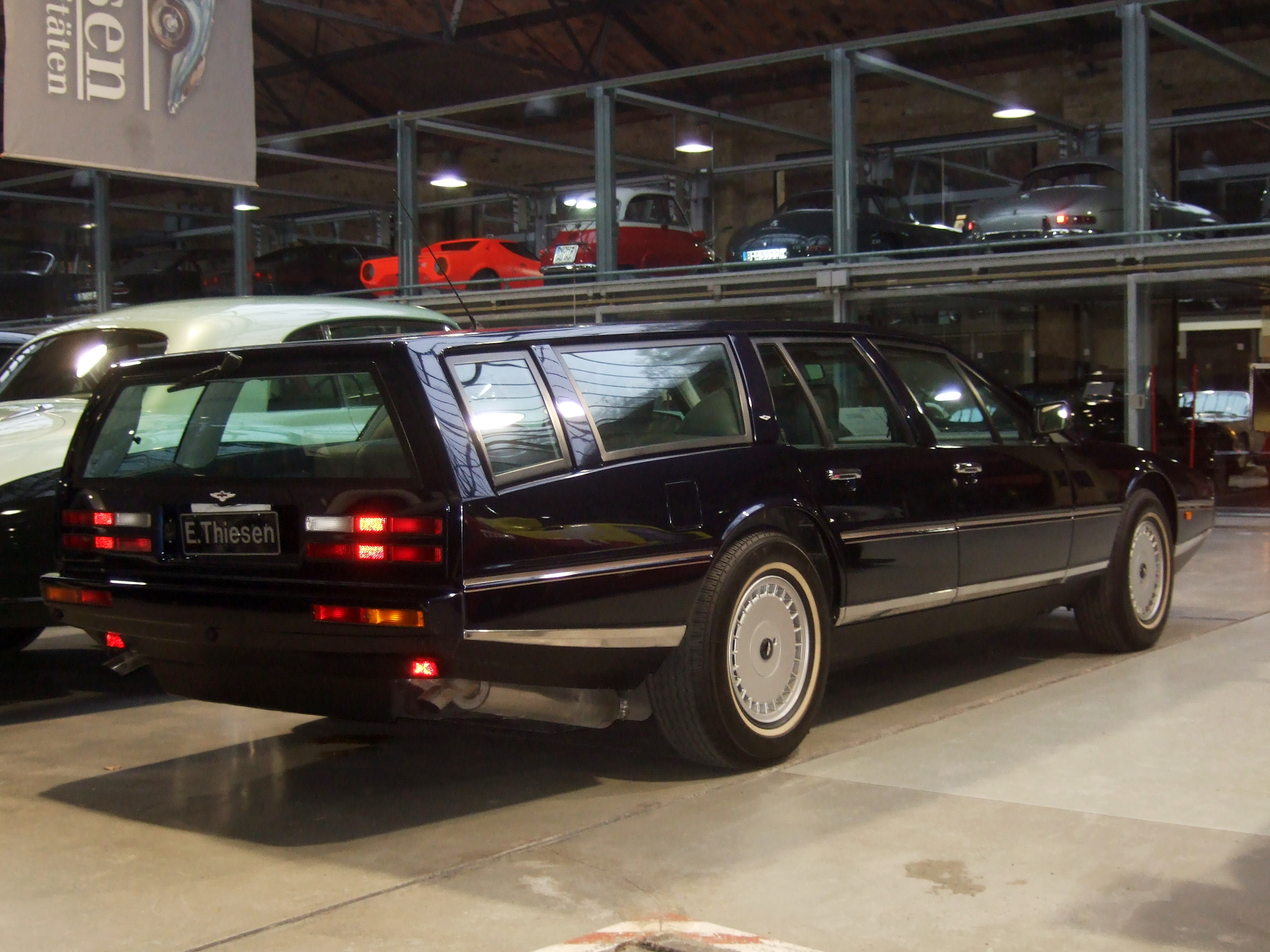
Универсал Lagonda Shooting-brake от «Roos Engineering»

Нестандартные варианты Lagonda включали:
- Tickford Lagonda (1983) — пять экземпляров Series 2 с обвесами и обновлённым интерьером.
- Tickford limousine (1984) — четыре длиннобазных Lagonda стоимостью £110,000.
- Rapide (2-дверный, с короткой колёсной базой) — выпущен в единственном экземпляре.
- Shooting-brake (универсал) — выпущен швейцарской компанией «Roos Engineering» в 1998 году из модели 1987 года в единственном экземпляре[12][13].